# Entreprenant (1751)
Pour les articles homonymes, voir Entreprenant.
L’Entreprenant était un vaisseau à deux ponts portant 74 canons, construit par Jacques-Luc Coulomb à Brest en 1749-50, et lancé en 1751. Il fut mis en chantier pendant la vague de construction qui sépare la fin de guerre de Succession d'Autriche (1748) du début de la guerre de Sept Ans (1755). Il participa aux premiers engagements de la guerre de Sept Ans et fut détruit en 1758 au siège de Louisbourg.

## Caractéristiques générales
L’Entreprenant était un vaisseau de force de 74 canons lancé selon les normes définies dans les années 1740 par les constructeurs français pour obtenir un bon rapport coût/manœuvrabilité/armement afin de pouvoir tenir tête à la marine anglaise qui disposait de beaucoup plus de vaisseaux depuis la fin des guerres de Louis XIV. Sans être standardisé, l’Entreprenant, partageait les caractéristiques communes de tous les « 74 canons » construits à des dizaines d’exemplaires jusqu’au début du XIXe siècle et qui répondait à la volonté des responsables navals d’exploiter au mieux cette excellente catégorie de navire de guerre. 
Comme pour tous les vaisseaux de guerre de l’époque, sa coque était en chêne. Son gréement, (mâts et vergues) en pin. Il y avait aussi de l’orme, du tilleul, du peuplier et du noyer pour les affûts des canons, les sculptures des gaillards et les menuiseries intérieures. Les cordages (80 tonnes) et les voiles (à peu près 2 500 m2) étaient en chanvre. Un deuxième jeu de voiles de secours était stocké en soute. Prévu pour pouvoir opérer pendant des semaines très loin de ses bases européennes s’il le fallait, ses capacités de transport étaient considérables. Il emportait pour trois mois de consommation d’eau, complétée par six mois de vin. S’y ajoutait pour cinq à six mois de vivres, soit plusieurs dizaines de tonnes de biscuits, farine, légumes secs et frais, viande et poisson salé, fromage, huile, vinaigre, sel, sans compter du bétail sur pied qui était abattu au fur et à mesure de la campagne.
Il disposait sur son pont inférieur de 28 canons de 36 livres (les plus gros calibres en service dans la flotte à cette époque) et de 30 canons de 18 livres sur son pont supérieur. En outre, 16 canons de 8 livres étaient répartis sur les gaillards. Cette artillerie en fer pesait 215 tonnes. Pour l’approvisionner au combat, le vaisseau embarquait près de 6 000 boulets pesants au total 67 tonnes. S’y ajoutait des boulets ramés, chaînés et beaucoup de mitraille (8 tonnes). Il y avait pour finir 20 tonnes de poudre noire, stockée sous forme de gargousses ou en vrac dans les profondeurs du vaisseau. En moyenne, chaque canon disposait de 50 à 60 boulets.

## L'engagement et la perte du navire pendant la guerre de Sept Ans

Le siège de Louisbourg en 1758, qui causa la perte de l’Entreprenant.

En 1755, l’Entreprenant était armé sous les ordres du chef d'escadre Dubois de La Motte. Il servit de navire-amiral à une escadre de 18 voiles (3 vaisseaux de ligne, 11 flûtes, 4 frégates) chargée de convoyer d'importants renforts pour le Canada. Au retour, pour éviter les croisières anglaises qui avaient réussi à capturer deux bâtiments à l'aller, Dubois de la Motte fit passer audacieusement l’Entreprenant et toute l'escadre par le détroit de Belle-Isle, au nord de Terre-Neuve, route qu'aucun vaisseau n'avait emprunté avant lui.
En 1757, l’Entreprenant fut commandé par Froger de l'Éguille. En 1758, le bâtiment passa sous les ordres de Beaussier de l'Isle. Il servit de navire amiral à une division de cinq navires (quatre vaisseaux, une frégate), chargée d’aller défendre Louisbourg. Sur place, il y retrouva le Prudent, vaisseau du marquis Des Gouttes. Cette petite force de cinq vaisseaux (deux de 74 canons et trois de 64 canons) ne put rien tenter lorsqu’arriva le 2 juin 1758 l’escadre de Boscawen formée de vingt vaisseaux, dix-huit frégates et cent navires de transport avec 12 000 hommes de troupes. Lorsque les Anglais débarquèrent et mirent le siège devant la place, les navires, qui n'avaient pas reçu l'autorisation de quitter les lieux quand c'était encore possible, se retrouvèrent pris au piège. Le siège se resserrant de plus en plus, les vaisseaux français finirent pas se retrouver à portée de tir des canons adverses.
Le 21 juillet 1758, sur la fin de la journée, une bombe tomba sur le Célèbre et perça la soute aux poudres. L’explosion qui s'ensuivit fit voler en éclats ses œuvres mortes et jeta une grande quantité de débris enflammés sur l’Entreprenant et le Capricieux mouillés tout près. En un instant, les cordages et les voiles de ces navires s’embrasèrent. La plus grande partie des équipages ayant été mis à terre pour participer à la défense de la place, il fut impossible de maîtriser l’incendie, d’autant que les Anglais, voyant la scène, se mirent à tirer à boulets rouges sur les trois bâtiments pour précipiter leur perte. 
C’est à grand peine que les marins purent sauver les deux vaisseaux encore intacts, le Prudent et le Bienfaisant car les canons chargés des navires en feu tiraient en tous sens au fur et à mesure que le feu les atteignait. Le vent d’est fit dériver les carcasses jusqu’au barachois (lagune), où elles brulaient encore au lever du soleil sous le regard des habitants et des défenseurs qui avaient suivi le drame depuis les remparts.
L'Entreprenant est l'un des trente-sept vaisseaux de ligne perdus par la France pendant la guerre de Sept Ans.